# 4758 Hermitage
A 4758 Hermitage (ideiglenes jelöléssel 1978 SN4) egy kisbolygó a Naprendszerben. Ljudmila Ivanovna Csernih fedezte fel 1978. szeptember 27-én.